# 榎原美樹
榎原 美樹（えばら みき、1963年3月27日 - ）は、日本のジャーナリスト。元日本放送協会（以下「NHK」）国際放送局エグゼクティブ・ディレクター。

## 経歴
大阪府羽曳野市生まれ。大阪府立生野高校及び大阪大学文学部在籍時代に米国にそれぞれ1年間留学。計2回の留学経験を経て同年生まれのストレート進学組よりも2年後の 1987年（昭和62年）3月に大阪大学文学部西洋史学科を卒業、同年NHKに入局した。
初任地は『大阪局』。地方記者として大阪府警察本部や行政などを担当した。その後東京本部の報道局に配属となり、放送総局報道局国際部に所属。東京での勤務を経て、『NHKバンコク支局 (現在のNHKアジア総局)』、『NHKパリ支局（ロンドン）(現在のNHKヨーロッパ総局)』の海外特派員などを歴任した。1997年（平成9年）からは、BSの国際ニュース番組『プライムタイムニュース』にアンカーとして出演、同番組の進行をアナウンサー・田村泰崇、山内このみとのトリオで3年間担当した。2000年（平成12年）3月27日より新番組『NHKニュース10』（NHK）のメインキャスターに就任。初年度はアナウンサー・堀尾正明と共にメインキャスターを務め、次年度は 同番組の海外機動取材を担当した。
同番組から降板後の2002年（平成14年）6月から4年間は、『NHKバンコク支局 (現在のNHKアジア総局)』特派員として2回目のバンコク勤務となり、アジア報道に加えて、アフガニスタンや2003年3月20日に開戦したイラクなどにおける戦場取材も経験したほか、インド洋大津波、ハイチ大地震、チリ大地震などの世界の災害報道の取材やレポートも行った。8年間の任務を経て、2009年（平成21年）、『NHKアメリカ総局（ニューヨーク）』へ異動となった。アメリカでは大統領選挙や国連を担当。2013年（平成25年）からは、東京発信のNHK国際放送局ワールドニュース部『NEWSLINE』編集長など国際放送に携わった。
2018年（平成30年）から2023年までNHKワールドのエグゼクティブ・ディレクター。国際討論番組『GLOBAL AGENDA』で司会進行を務めるなど、モデレーター（英: moderator）としての確実な構成づくりの手腕には定評があったを務める傍ら。タイ王国の『チュラーロンコーン大学』大学院にて東南アジア学の修士号を取得。
また、NHKに在職中多数のドキュメンタリー番組の取材・制作を手がけ、プロデューサーとしても活躍した。代表作として、東日本大震災の津波で破壊され、一部が太平洋を渡ってアメリカ西海岸まで漂流した鳥居の一部が、アメリカ市民によって発見され、青森県八戸市の大久喜漁港に戻るまでの過程に密着した「漂流鳥居（The Gate)」（2016）、第二次世界大戦中、日系人収容所に収容された後、アメリカ人の妻の元に戻らず姿を消した長崎県出身の男性を祖父に持つ女性ジャーナリスト、レジーナ・ブーン（父レイモンドはRichmond Free Press 創設者） が、祖父の謎を解き明かしてゆく「消えた祖父の謎を追う（英語版 A Vanished Dream)」、日本の城の石垣作りを専門とする石工集団”穴太衆”の伝統を継ぐ職人、粟田純徳氏がアメリカの建設会社に請われ、テキサス州ダラスに日本式の石垣を完成させる過程を追った「サムライ・ウォール（英語版　Samurai Wall)」（2020) などがある。また、2022年ウクライナのロシア侵攻後、一時は難民となってヨーロッパ各国にバラバラになったウクライナ国立バレエのトップダンサーたちが、当時副芸術監督（現芸術監督）だった寺田宣弘氏と日本で合流し、全国ツアーを行うまでの足取りに密着した「ステージで、輝く命」英語版 「Art is Our Voice」（2022）は、2023年国際エミー賞ノミネート作品、2023年アジアン・クリエイティブ・アワード受賞（音楽・ダンス番組部門）と、国際的に高い評価を受けた。2023年3月末を以て、NHKを定年退職。
独立後はフリーランスの映像ジャーナリストとしてドキュメンタリー作品の取材・番組制作活動を続ける他、世界情勢、国連や外交政策のシンクタンクなどが開催する国際会議のモデレーターを務める。また、京都三大学教養教育研究・推進機構で非常勤講師として「プレゼンテーション力とは」「世界はいま」というコースの教鞭を執っている他、人道援助を取り扱う国際会議のモデレーターも務めている。

## 過去のレギュラー出演
- 『プライムタイムニュース』（1997年度 ・ 1999年度、BS1）
- 『NHKニュース10』 （2000年度 ・ 2001年度）